# Сони Ериксон J210
Сони Ериксон J210 је модел телефона из сони-ериксонове Ј серије. Први пут се појавио на тржиште 13. јуна 2005. у Сингапуру.